# Pałac Balińskich w Jaszunach
Pałac Balińskich w Jaszunach, Pałac Balińskich i Śniadeckich w Jaszunach (lit. Jašiūnų dvaras) – zabytkowy dwór w Jaszunach, w rejonie solecznickim, na Litwie, położony nad rzeką Mereczanką.

## Historia
W 1811 roku posiadłość i dwór kupił od rodziny Radziwiłłów Michał Baliński, historyk, współzałożyciel Tygodnika Wileńskiego. W 1820 roku ożenił się on z Zofią Śniadecką, córką profesora Jędrzeja Śniadeckiego i bratanicą emerytowanego rektora Uniwersytetu Wileńskiego prof. Jana Śniadeckiego. Profesor Jan Śniadecki, matematyk, astronom i filozof, na starość postanowił zamieszkać w podwileńskich Jaszunach u swej bratanicy. Z jego inicjatywy w latach 1824–1828 wzniesiono klasycystyczny pałac według projektu architekta Karola Podczaszyńskiego. Dwukondygnacyjny budynek wzniesiono na planie prostokąta.
Posiadał 35 pomieszczeń, na parterze znajdowały się m.in. jadalnia, dwa pokoje gospodarcze i trzy gościnne. Na piętrze były trzy pokoje dla dzieci, gabinet, dwa salony i biblioteka. W 1830 roku biskup Jędrzej Kłągiewicz pozwolił na utworzenie w pałacu kaplicy.
Prócz pałacu w sąsiedztwie powstały utrzymane w podobnym stylu zabudowania gospodarcze i 25-hektarowy park krajobrazowy. W latach 1875–1876 z inicjatywy Jana Balińskiego do lewego szczytu pałacu dobudowano ośmioboczny piętrowy pawilon według projektu Apolinarego Mikulskiego. Został on połączony z główną bryłą budynku za pomocą krótkiego łącznika i zwieńczony niskim belwederem.
Jaszuny stały się jednym z ważnych ośrodków myśli polskiej. Gościli tu ludzie nauki i kultury: profesor botaniki Stanisław Jundziłł, ks. Jędrzej Kłągiewicz, astronom Piotr Sławiński, Tomasz Zan, Adam Mickiewicz, Antoni Edward Odyniec, ks. Paweł Brzostowski, Józef Mianowski, Wawrzyniec Puttkamer, Salomea Bécu i jej pasierbice: Olesia i Hersylka oraz Juliusz Słowacki, który to w Jaszunach przeżywał swą nieodwzajemnioną miłość do Ludwiki Śniadeckiej, córki Jędrzeja Śniadeckiego, siostry Zofii Balińskiej.
Do Jaszun często przyjeżdżał Joachim Lelewel, tutaj powstała idea założenia Towarzystwa Szubrawców. Pałac był miejscem spotkań inteligencji. Często w Jaszunach bywał Ignacy Domeyko, młody wówczas znawca minerałów, należący do Filomatów. Dopiero po klęsce powstania styczniowego w 1864 roku, która zmusiła wielu do ucieczki za granicę, znaczenie Jaszun spadło. Ostatnimi właścicielami majątku byli Aleksander i Anna z Balińskich Pereświt-Sołtanowie.
We wrześniu 1939 roku cenne zbiory dzieł sztuki, bogata biblioteka, pamiątki po Janie Śniadeckim oraz korespondencja Juliusza Słowackiego do Ludwiki Śniadeckiej zostały zrabowane przez mieszkańców wsi Gaj, zamieszkanej przez rosyjskich staroobrzędowców. Ponadto zniszczone zostały wówczas meble, obrazy, posadzki, książki i rękopisy, a szyby w oknach powybijane. Drzewa w parku w większości wycięto, a także sprofanowano rodzinny cmentarz.
Po II wojnie światowej, mieściła się tu administracja miejscowego sowchozu. W 1996 roku zabudowania pałacowe przeszły na własność samorządu rejonu solecznickiego, którego władze od razu zaczęły poszukiwanie środków finansowych na przywrócenie pałacowi dawnej świetności. Pieniądze pozyskano w 2009 roku, ale rząd, który pierwotnie wyasygnował kwotę na ten cel, w ostatniej chwili wycofał się z projektu. Przez następne lata samorząd składał kolejne wnioski. Dopiero w lutym 2012 roku została podpisana umowa o rozpoczęciu I etapu projektu pod nazwą: „Renowacja i dostosowanie do potrzeb turystycznych obiektu dziedzictwa kulturowego rejonu solecznickiego – dworu w Jaszunach”.
Jednocześnie podjęto prace nad rewitalizacją parku dworskiego. We wrześniu 2012 roku została podpisana umowa o finansowaniu i administrowaniu projektu „Uporządkowanie parku zespołu pałacowego w Jaszunach”. Realizowano go w ramach polityki spójności Unii Europejskiej. Wartość projektu wynosiła 631 477,93 euro (w tym 536 756,24 euro z funduszy europejskich, 47 360,84 euro z budżetu państwa i 47 360,85 euro z budżetu samorządu rejonu solecznickiego).
Od 2016 wnętrze pałacu zdobi odlew rzeźby Juliusza Słowackiego, która powstała w 1962 roku jako projekt Józefa Gosławskiego na konkurs na pomnik poety w Warszawie.

## Park

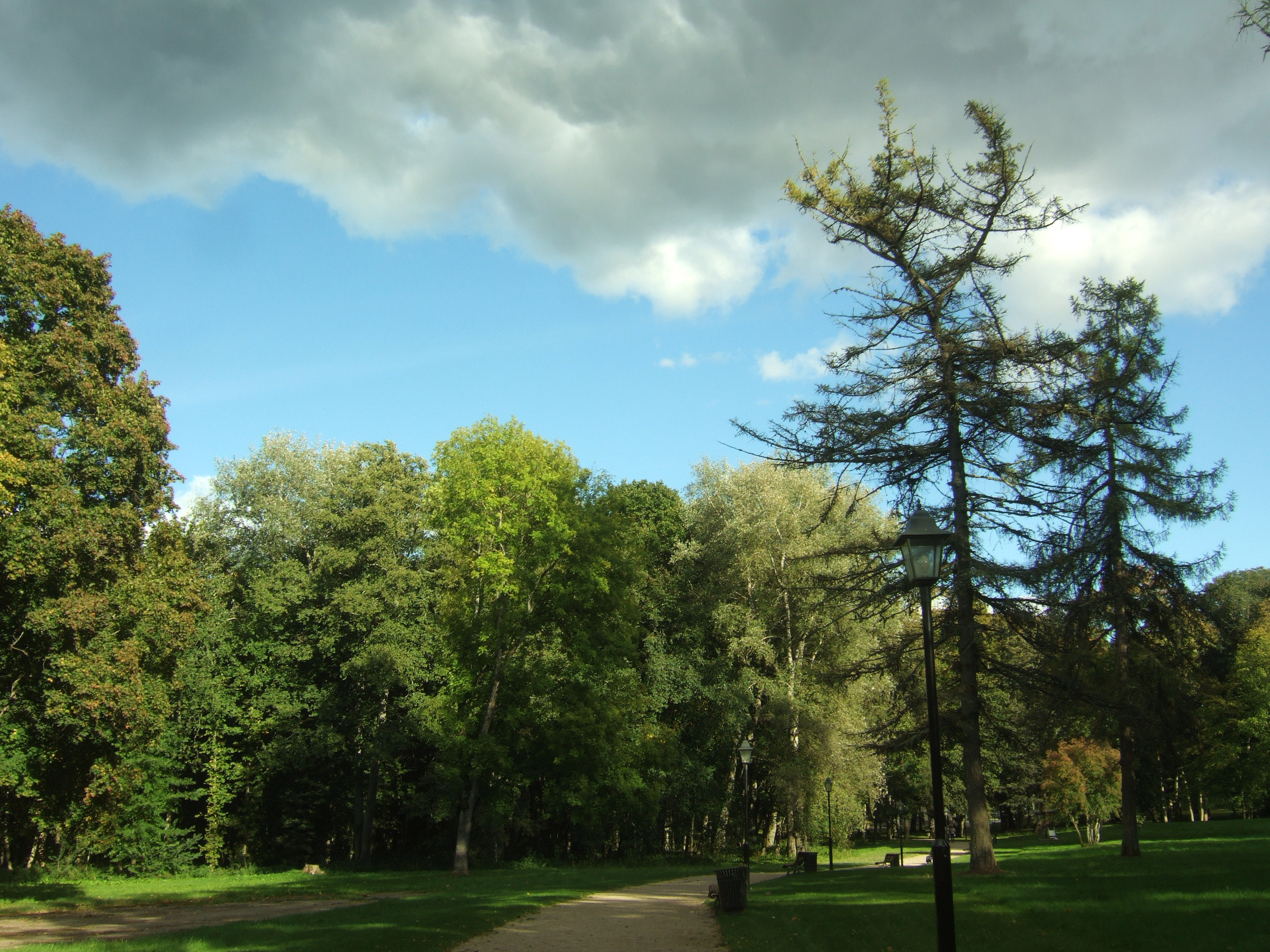
Park dworski (2018)

Park dworski został założony najprawdopodobniej na początku XIX wieku. Podczas budowy nowego pałacu został on poszerzony oraz zmodyfikowano jego plan. Park został zaprojektowany w stylu ogrodu angielskiego. Wrażenie na zwiedzających miały wywierać urządzane wśród drzew i krzewów rozległe, jasne polany. Nasadzenia zostały rozmieszczone tak, aby nie zasłaniały perspektywy na dalej leżące zieleńce. Im dalej w głąb parku, tym bardziej naturalny nosi on charakter. Przestrzenie parkowe tworzą głównie rodzime gatunki drzew: lipa drobnolistna, klon zwyczajny, jesion wyniosły, wiąz górski, olcha czarna, osika, świerk, sosna. Z gatunków obcych obecne są: orzech szary, modrzew europejski oraz sosna wejmutka. Park chroniony jest od 1986 roku jako pomnik przyrody.
W styczniu 2015 roku dobiegł końca pierwszy etap renowacji parku pałacowego w Jaszunach. Uporządkowano tereny zielone, ścieżki dla pieszych i kwietnik, park został ogrodzony i oddzielony od prywatnych posiadłości. Ponadto urządzono elementy małej architektury, plac zabaw dla dzieci, system oświetleniowy, parking.
Jedna z polanek w parku nazywa się „polanką Juliusza Słowackiego”.

## Cmentarz rodzinny
W pobliżu zespołu pałacowego po drugiej stronie Mereczanki wznosi się niewysokie wzgórze, na którym znajduje się otoczony wysokim kamiennym murem cmentarz rodzinny właścicieli majątku. Powstał on w 1830 roku, po śmierci Jana Śniadeckiego. Jego rodzina na miejscu pochówku uczonego zamierzała postawić kaplicę – mauzoleum. Architekt Karol Podczaszyński sporządził projekt kaplicy i cmentarza. Władze nie wydały jednak pozwolenia na budowę. W związku z tym na grobie Jana Śniadeckiego ustawiono kamienny obelisk z metalowym krzyżem. Później chowano tu Balińskich i innych członków rodzin właścicieli dworu.
Dzisiaj na cmentarzu znajduje się około 20 grobów. Są tu pochowani między innymi:
- Jan Śniadecki (1756–1830) – astronom, matematyk, filozof, geograf, pedagog, krytyk literacki, poeta
- Michał Baliński (1794–1864) – historyk, pisarz, publicysta, działacz oświatowy
- Zofia Balińska (1798–1880)
- Jan Baliński (1827–1902) – psychiatra, założyciel pierwszej rosyjskiej kliniki psychiatrycznej w 1867 roku
- Konstanty Baliński
- Julia Balińska
- Tomasz Łukianowicz

Ostatni pochówek miał miejsce w 1937 roku. Pochowano wtedy Gabrielę Łukaszewicz. Cmentarzyk ma powierzchnię ok. 3 arów.
Cmentarz ten nazywany jest „cmentarzem uczonych”.

## Ciekawostki

Herb Jaszun

- Przeszłość Jaszun została uwieczniona również w heraldyce. We współczesnym herbie Jaszun dwie gwiazdy po bokach kolumny symbolizują zasłużone dla tej miejscowości rodziny: Balińskich i Śniadeckich, natomiast sama kolumna symbolizuje siłę i moc, jest symbolem jednej z kolumn pałacu[3]
- Młody Juliusz Słowacki posadził tu brzozę[3]
- Akcja I aktu „Kordiana” rozgrywa się w Jaszunach[3]

## Galeria

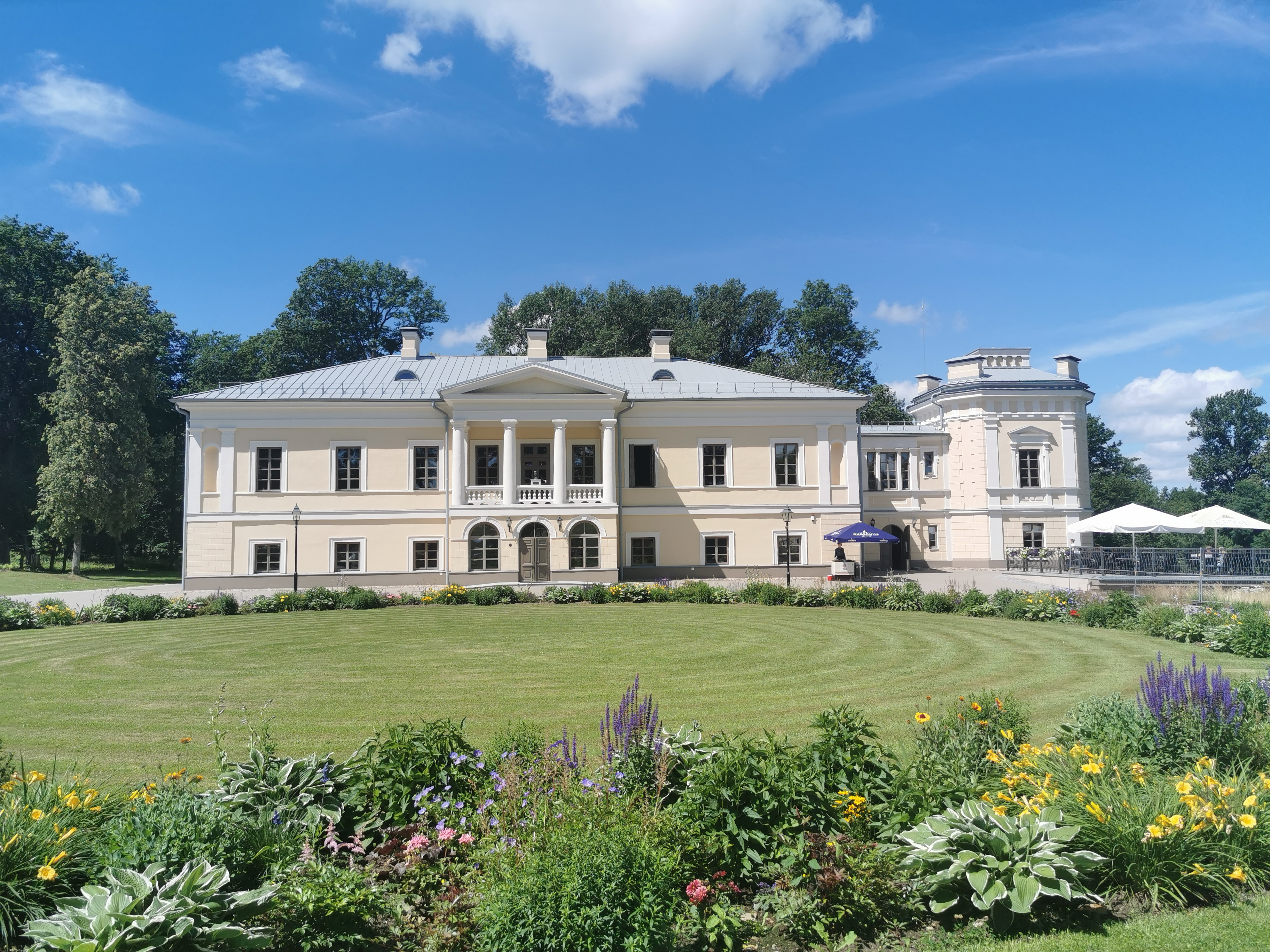
Pałac od frontu
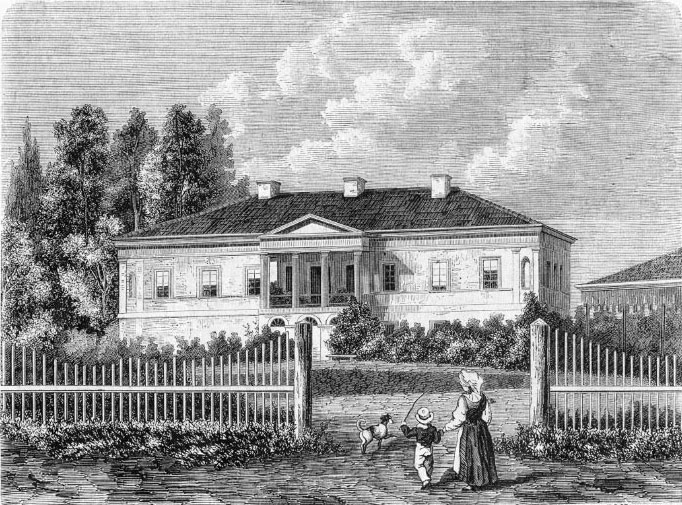
Pałac w Jaszunach (Edward Gorazdowski)
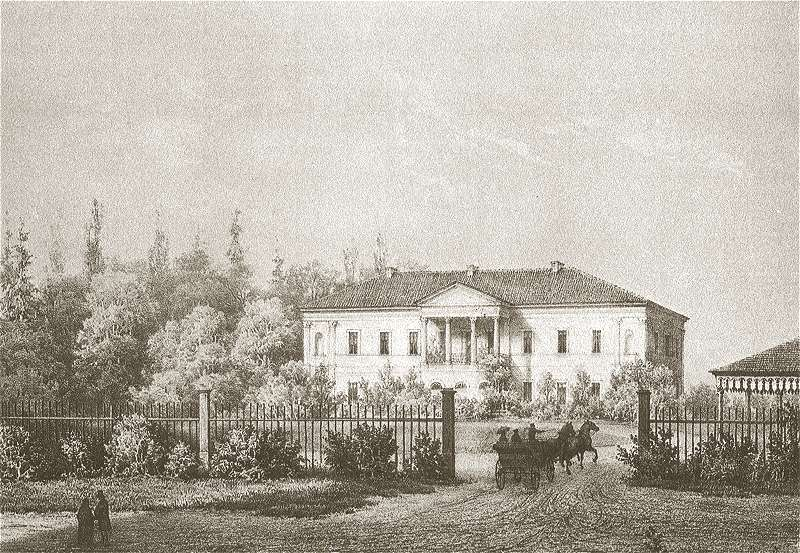
Pałac w Jaszunach (Napoleon Orda)
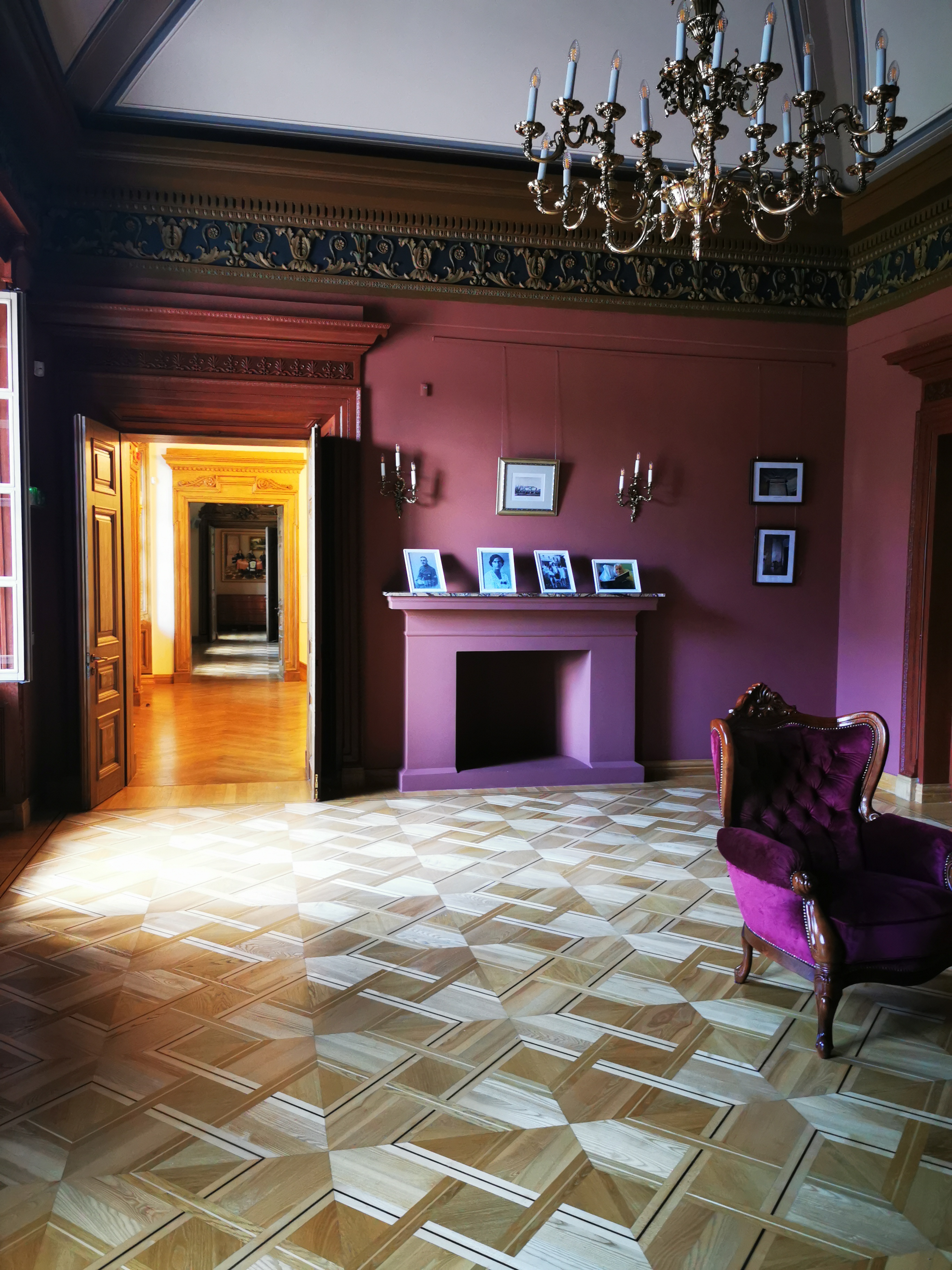
Wnętrze
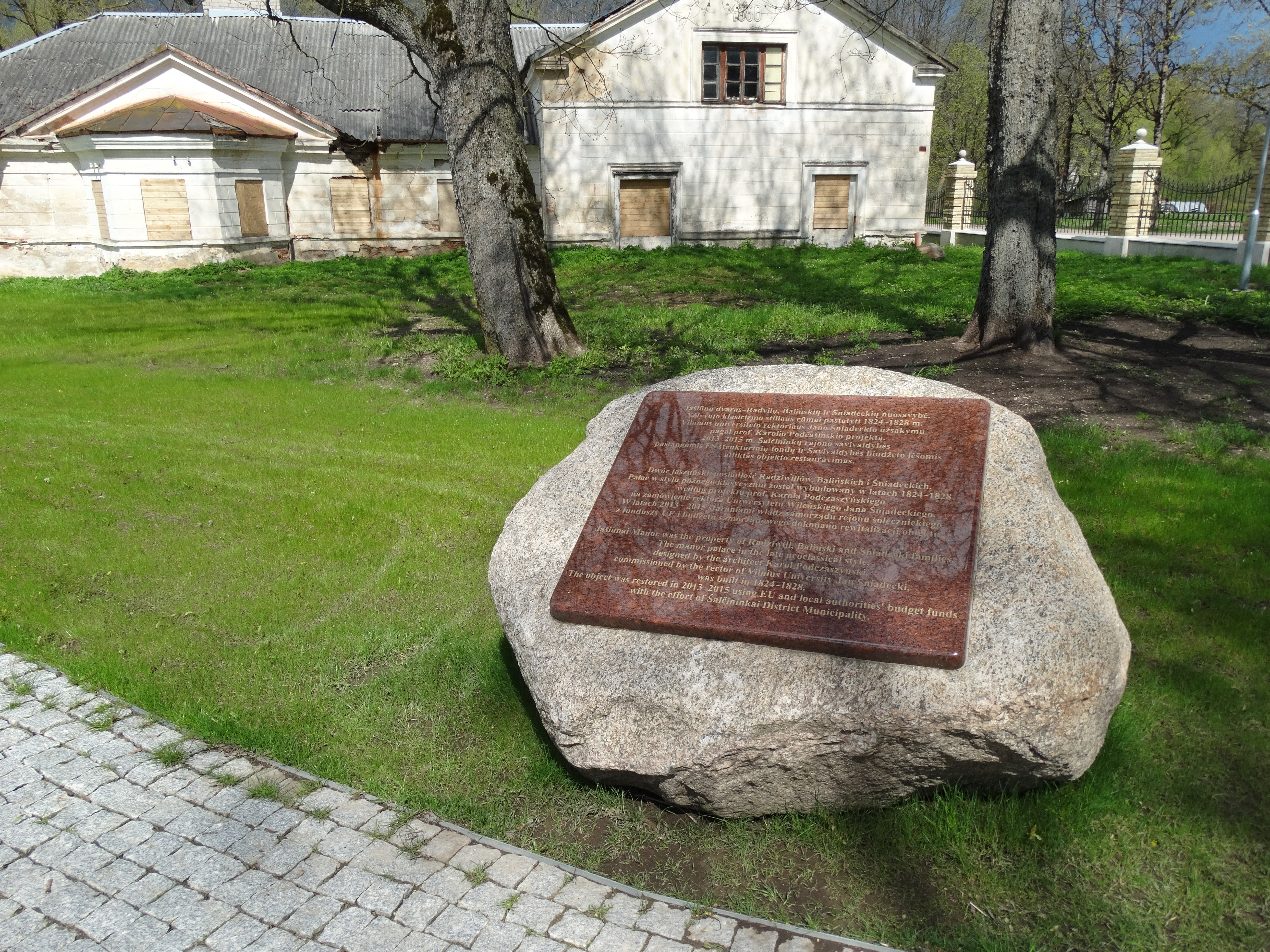
Tablica pamiątkowa